# نمس بوسارغيس
نمس بوسارغيس هو نوع من السموريات يعيش في وسط أفريقيا.